# Subdoluseps vietnamensis
Subdoluseps vietnamensis — вид сцинкоподібних ящірок родини сцинкових (Scincidae). Ендемік В'єтнаму.

## Поширення і екологія
Subdoluseps vietnamensis відомі з кількох місцевостей, розташованих в провінціях Баріа-Вунгтау і Біньтхуан в Південному В'єтнамі.